# Fushë-Bulqizë
Fushë-Bulqizë is na de gemeentelijke herinrichting van 2015 een deelgemeente (njësitë administrative përbërëse) van de Albanese stad (bashkia) Bulqizë. Het ligt in een dal met dezelfde naam.
Buiten het centrum bestaat de deelgemeente uit de kernen Dragua, Dushaj en Koçaj

## Bevolking
Volgens de volkstelling van 2011 telt de deelgemeente Fushë-Bulqizë 3.342 inwoners, een daling vergeleken met 4.168 inwoners in het jaar 2001. De meeste inwoners zijn etnische Albanezen.
Van de 3.342 inwoners zijn er 813 tussen de 0 en 14 jaar oud, 2.203 inwoners zijn tussen de 15 en 64 jaar oud en 326 inwoners zijn 65 jaar of ouder.

#### Religie
Een groot deel van de bevolking heeft niet gereageerd op de volkstelling van 2011. De islam is waarschijnlijk de grootste religie: ongeveer 37,7 procent behoort tot het bektashisme en minder dan 10 procent is soennitisch. 
| Plaats        | Bevolking (2011) | Islam (%) | Katholiek (%) | Orthodox (%) | Bektashisme (%) |
| ------------- | ---------------- | --------- | ------------- | ------------ | --------------- |
| Fushë-Bulqizë | 3.342            | 124 9,81% | -             | -            | 1.260 37,70%    |